# Tariq al-Bischri
Tariq al-Bischri (arabisch طارق عبد الفتاح سليم البشري Tariq Abd al-Fattah Salim al-Bischri, DMG Ṭāriq ʿAbd al-Fattāḥ Salīm al-Bišrī, ägyptisch-Arabisch Tarek El-Bishry), auch Tarek al-Bischri (* 1. November 1933 in Kairo; † 26. Februar 2021), war ein ägyptischer Denker und Rechtsgelehrter und eine führende "gemäßigte" Reformpersönlichkeit des Landes auf dem Gebiet des Islamischen Rechts.
Am 15. Februar 2011 wurde al-Bischri vom Obersten Rat der Ägyptischen Streitkräfte zum Vorsitzenden des Komitees zur Überarbeitung der Verfassung ernannt, um Vorschläge zu den Verfassungsänderungen im Zusammenhang mit der Revolution in Ägypten 2011 zu machen.

## Biografisches
al-Bischris Großvater Salim al-Bishri war Scheich der al-Azhar-Universität in Kairo von 1900 bis 1904 und von 1909 bis 1916. Sein Vater 'Abd al-Fattah al-Bischri war bis zu seinem Tod 1951 Präsident des ägyptischen Appellationsgerichtshofes gewesen. Sein Onkel 'Abd al-'Aziz war ein berühmter Schriftsteller. al-Bischri hat zwei Söhne, 'Imad und Ziyad.
Tariq al-Bischri  promovierte 1953 an der Juristischen Fakultät der Universität Kairo. Nach seinem Abschluss wurde er in den Staatsrat berufen, wo er bis zu seiner Pensionierung 1998 arbeitete. Aus seinen Ämtern schied er als Erster Beigeordneter (al-Na'ib al-awwal) beim Staatsrat und als Vorsitzender von dessen Generalversammlung für Gesetzgebung und Beratung (al-Jama'iya al-'umumiya lil-fatawa wal-tashri' ).
al-Bischri war lange ein säkularer Linker, der sich zum prominenten politisch „moderaten“ islamischen Denker wandelte. Dies trug ihm allgemein den Respekt als Vermittler und Brückenbauer zwischen den gesellschaftlichen Strömungen ein.
Ab 2008 wurde al-Bischri als möglicher Kandidat für die ägyptische Präsidentschaftswahl 2012 gehandelt.

## Hauptmomente im Denken al-Bischris
Für al-Bischri ist die Auseinandersetzung zwischen Nutzen und Schaden, Heil und Unheil, die auch Ägypten im Sinne des Bewahrens der eigenen Kultur erfolgreich zu bewältigen habe, eine Frage von Außen und Innen, der islamische Philosoph nennt es: Zwischen Wafid (wāfid) und Mawruth (mawrūṯ), zwischen dem Eingedrungenen und dem Ererbten. Nur ein kulturell (nicht zuletzt den einstigen Kolonialmächten) höriger Orient vernachlässige sein „Erbe“ und imitiere westliche (u. a. auch: nationalstaatlich ausgerichtete) Identität.
Wafid ist für al-Bischri alles, was den vom Islam geprägten Ägypter von seinen Wurzeln entfremde und auf Dauer fernhalte. Der authentische Ägypter müsse sein Ererbtes, seinen Mawruth pflegen, möge kulturell gewissermaßen nach innen orientiert leben und den Wafid erfolgreich zurückdrängen. Tariq al-Bischri bedauerte, dass er selbst erst sehr spät das destruktiv-entfremdende „Herannahen“ (wāfid) des nicht schariakonformen säkularen Rechts als Hauptbedrohung des ägyptischen „Erbes“ (mawrūṯ) habe sehen können.
Ein weiterer zentraler Begriff im Denken al-Bischris ist Nahda (an-nahḍa), Wiederauferstehung (anglisiert nahda; aus Tunesien kennen wir die gleichnamige, den Muslimbrüdern entsprungene Bewegung Ennahda unter dem seit der Jasminrevolution politisch einflussreichen Raschid al-Ghannuschi). Nahda meint wörtlich Hinaufbringen oder Aufstehen und wird oft wiedergegeben mit Islamischer Wiedergeburt oder Islamischer Renaissance; viele Nahdisten sehen sich in der Tradition der so genannten Islamreformer Dschamal ad-Din al-Afghani (1838–1897) und Muhammad Abduh (1849–1905).